# Stavaliden
Stavaliden este o arie protejată (arie specială de conservare — SAC, sit de importanță comunitară — SCI) din Suedia întinsă pe o suprafață de 66,9 ha, integral pe uscat.

## Localizare
Centrul sitului Stavaliden este situat la coordonatele 64°34′11″N 19°29′28″E / 64.5697°N 19.4911°E.

## Înființare
Situl Stavaliden a fost declarat sit de importanță comunitară în ianuarie 1997 pentru a proteja un număr necunoscut de specii din flora spontană și fauna sălbatică aflate în arealul zonei. Situl a fost protejat și ca arie specială de conservare în martie 2011.

## Biodiversitate
Situată în ecoregiunea boreală, aria protejată conține 4 habitate naturale: Mlaștini împădurite, Taiga vestică, Turbării Aapa, Mlaștini turboase de tranziție și turbării mișcătoare.
La baza desemnării sitului se află un număr nedeclarat de specii protejate.